# Verwaltungsgemeinschaft Bad Grönenbach
Die Verwaltungsgemeinschaft Bad Grönenbach im schwäbischen Landkreis Unterallgäu besteht seit der Gemeindegebietsreform am 1. Mai 1978. Ihr gehören als Mitgliedsgemeinden an:
1. Bad Grönenbach, Markt, 5571 Einwohner, 41,99 km²
2. Wolfertschwenden, 2045 Einwohner, 14,48 km²
3. Woringen, 2096 Einwohner, 17,53 km

Sitz der Verwaltungsgemeinschaft ist Bad Grönenbach.

## Geschichte
Im Jahr 2007 wollte die Gemeinde Wolfertschwenden aus der Verwaltungsgemeinschaft austreten. Dies wurde von der Landesregierung negativ beschieden, so dass es bei der Verwaltungsgemeinschaft blieb.
Auch der zweite Anlauf scheiterte durch Beschluss des Bayerischen Landtags vom 4. Dezember 2012.

## Einwohnerentwicklung
| Bezirk           | 2012 | 2011 | 2010 | 2009 | 2008 | 2007 | 2006 | 2005 | 2004 | 2003 | 2002 | 2001 | 2000 | 1999 | 1998 | 1997 | 1996 |
| Bad Grönenbach   | 5293 | 5281 | 5286 | 5285 | 5254 | 5225 | 5219 | 5204 | 5261 | 5188 | 5172 | 5151 | 5103 | 5044 | 5084 | 5091 | 5033 |
| Wolfertschwenden | 1870 | 1852 | 1835 | 1834 | 1858 | 1867 | 1871 | 1873 | 1841 | 1830 | 1823 | 1819 | 1753 | 1733 | 1707 | 1679 | 1661 |
| Woringen         | 1865 | 1875 | 1868 | 1890 | 1886 | 1883 | 1865 | 1831 | 1817 | 1794 | 1771 | 1754 | 1661 | 1622 | 1616 | 1605 | 1549 |
| Gesamt           | 9028 | 9008 | 8989 | 9009 | 8998 | 8975 | 8955 | 8908 | 8919 | 8812 | 8766 | 8724 | 8517 | 8399 | 8407 | 8375 | 8243 |